# Advanta Championships of Philadelphia
Advanta Championships of Philadelphia, také známý jako Virginia Slims of Philadelphia, je zaniklý ženský tenisový turnaj profesionálního okruhu WTA Tour, který se konal v letech 1971–2005. Hrál se v pensylvánské Filadelfii v hale na tvrdém povrchu, vyjma období 1991–2000, kdy se uskutečňoval na koberci.
Turnaj prošel několika kategoriemi. V letech 1991-1992 a opět od roku 1996 až do ukončení v roce 2005 byl hrán jako součást WTA Tier II. V období 1993–1995 postoupil do WTA Tier I. Účastnilo se jej dvacet osm tenistek ve dvouhře a šestnáct párů ve čtyřhře.
Nejúspěšnějšími hráčkami turnaje se staly Němka Steffi Grafová a Francouzka Amélie Mauresmová s třemi singlovými tituly. Mezi vítězkami figurují další bývalé světové jedničky ve dvouhře Margaret Courtová, Chris Evertová, Evonne Goolagongová Cawleyová, Monika Selešová a Američanka Lindsay Davenportová.

## Přehled finále

### Dvouhra
| Datum              | Tier              | Vítězka                       | Finalistka                   | Výsledek          |
| ------------------ | ----------------- | ----------------------------- | ---------------------------- | ----------------- |
| 9. února 1971      |                   | Rosemary Casalsová            | Françoise Durrová            | 6-3, 3-6, 6-2     |
| 1972               | turnaj se nekonal | turnaj se nekonal             | turnaj se nekonal            | turnaj se nekonal |
| 2. dubna 1973      |                   | Margaret Courtová             | Kerry Harrisová              | 6-1, 6-0          |
| 22. dubna 1974     |                   | Olga Morozovová               | Billie Jean Kingová          | 7-6, 6-1          |
| 24. března 1975    |                   | Virginia Wadeová              | Chris Evertová               | 7-5, 6-4          |
| 29. března 1976    |                   | Evonne Goolagongová Cawleyová | Chris Evertová               | 6-3, 7-6          |
| 14. března 1977    |                   | Chris Evertová                | Martina Navrátilová          | 6-4, 4-6, 6-3     |
| 20. března 1978    |                   | Chris Evertová                | Billie Jean Kingová          | 6-0, 6-4          |
| 5. března 1979     |                   | Wendy Turnbullová             | Virginia Wadeová             | 5-7, 6-3, 6-2     |
| 1980–1990          | turnaj se nekonal | turnaj se nekonal             | turnaj se nekonal            | turnaj se nekonal |
| 11. listopadu 1991 | Tier II           | Monika Selešová               | Jennifer Capriatiová         | 7-5, 6-1          |
| 9. listopadu 1992  | Tier II           | Steffi Grafová                | Arantxa Sánchezová Vicariová | 6-3, 3-6, 6-1     |
| 8. listopadu 1993  | Tier I            | Conchita Martínezová          | Steffi Grafová               | 6-3, 6-3          |
| 7. listopadu 1994  | Tier I            | Anke Huberová                 | Mary Pierceová               | 6-0, 6-7, 7-5     |
| 6. listopadu 1995  | Tier I            | Steffi Grafová                | Lori McNeilová               | 6-1, 4-6, 6-3     |
| 11. listopadu 1996 | Tier II           | Jana Novotná                  | Steffi Grafová               | 6-4 skreč         |
| 10. listopadu 1997 | Tier II           | Martina Hingisová             | Lindsay Davenportová         | 7-5, 6-7, 7-6     |
| 9. listopadu 1998  | Tier II           | Steffi Grafová                | Lindsay Davenportová         | 4-6, 6-3, 6-4     |
| 8. listopadu 1999  | Tier II           | Lindsay Davenportová          | Martina Hingisová            | 6-3, 6-4          |
| 6. listopadu 2000  | Tier II           | Lindsay Davenportová          | Martina Hingisová            | 7-6, 6-4          |
| 2001–2002          | turnaj se nekonal | turnaj se nekonal             | turnaj se nekonal            | turnaj se nekonal |
| 27. října 2003     | Tier II           | Amélie Mauresmová             | Anastasija Myskinová         | 5-7, 6-0, 6-2     |
| 1. listopadu 2004  | Tier II           | Amélie Mauresmová             | Věra Zvonarevová             | 3-6, 6-2, 6-2     |
| 31. října 2005     | Tier II           | Amélie Mauresmová             | Jelena Dementěvová           | 7-5, 2-6, 7-5     |

### Čtyřhra
| Datum              | Tier              | Vítězky                                      | Finalistky                                        | Výsledek          |
| ------------------ | ----------------- | -------------------------------------------- | ------------------------------------------------- | ----------------- |
| 9. února 1971      |                   | Rosemary Casalsová Billie Jean Kingová       | —                                                 | bez boje          |
| 1972               | turnaj se nekonal | turnaj se nekonal                            | turnaj se nekonal                                 | turnaj se nekonal |
| 2. dubna 1973      |                   | Margaret Courtová Lesley Huntová             | Françoise Durrová Betty Stoveová                  | 6-1, 3-6, 6-2     |
| 22 April 1974      |                   | Rosemary Casalsová Billie Jean Kingová       | Kerry Harrisová Lesley Huntová                    | 6-3, 7-6          |
| 24. března1975     |                   | Evonne Goolagongová Cawleyová Betty Stoveová | Rosemary Casalsová Billie Jean Kingová            | 4-6, 6-4, 7-6     |
| 29. března 1976    |                   | Billie Jean Kingová Betty Stöveová           | Rosemary Casalsová Françoise Durrová              | 7-6, 6-4          |
| 14. března 1977    |                   | Françoise Durrová Virginia Wadeová           | Martina Navrátilová Betty Stöveová                | 6-4, 4-6, 6-4     |
| 20 1978            |                   | Kerry Melvilleová Reidová Wendy Turnbullová  | Françoise Durrová Virginia Wadeová                | 6-3, 7-5          |
| 5. března 1979     |                   | Françoise Durrová Betty Stöveová             | Renée Richardsová Virginia Wadeová                | 6-4, 6-2          |
| 1980–1990          | turnaj se nekonal | turnaj se nekonal                            | turnaj se nekonal                                 | turnaj se nekonal |
| 11. listopadu 1991 | Tier II           | Jana Novotná Larisa Savčenková               | Mary Joe Fernandezová Zina Garrisonová Jacksonová | 6-2, 6-4          |
| 9. listopadu 1992  | Tier II           | Gigi Fernándezová Nataša Zverevová           | Conchita Martínezová Mary Pierceová               | 6-1, 6-3          |
| 8. listopadu 1993  | Tier I            | Katrina Adamsová Manon Bollegrafová          | Conchita Martínezová Larisa Savčenková            | 6-2, 4-6, 7-6     |
| 7. listopadu 1994  | Tier I            | Gigi Fernándezová Nataša Zverevová           | Gabriela Sabatini Brenda Schultzová McCarthyová   | 4-6, 6-4, 6-2     |
| 6. listopadu 1995  | Tier I            | Lori McNeilová Helena Suková                 | Meredith McGrathová Larisa Savčenková             | 4-6, 6-3, 6-4     |
| 11. listopadu 1996 | Tier II           | Lisa Raymondová Rennae Stubbsová             | Nicole Arendtová Lori McNeilová                   | 6-4, 3-6, 6-3     |
| 10. listopadu 1997 | Tier II           | Lisa Raymondová Rennae Stubbsová             | Lindsay Davenportová Jana Novotná                 | 6-3, 7-5          |
| 9. listopadu 1998  | Tier II           | Jelena Lichovcevová Ai Sugijamová            | Monika Selešová Nataša Zverevová                  | 7-5, 4-6, 6-2     |
| 8. listopadu 1999  | Tier II           | Lisa Raymondová Rennae Stubbsová             | Chanda Rubinová Sandrine Testudová                | 6-1, 7-6          |
| 6. listopadu 2000  | Tier II           | Martina Hingisová Anna Kurnikovová           | Lisa Raymondová Rennae Stubbsová                  | 6-2, 7-5          |
| 2001–2002          | turnaj se nekonal | turnaj se nekonal                            | turnaj se nekonal                                 | turnaj se nekonal |
| 27. října 2003     | Tier II           | Martina Navrátilová Lisa Raymond             | Cara Blacková Rennae Stubbs                       | 6-3, 6-4          |
| 1. listopadu 2004  | Tier II           | Alicia Moliková Lisa Raymondová              | Liezel Huberová Corina Morariuová                 | 7-5, 6-4          |
| 31. října 2005     | Tier II           | Cara Blacková Rennae Stubbsová               | Lisa Raymondová Samantha Stosurová                | 6-4, 7-6          |